# Center Point (Iowa)
Center Point és una població dels Estats Units a l'estat d'Iowa. Segons el cens del 2000 tenia 2.007 habitants.

## Demografia
Segons el cens del 2000, Center Point tenia 2.007 habitants, 765 habitatges, i 550 famílies. La densitat de població era de 321,5 habitants per km².
Dels 765 habitatges en un 41,2% hi vivien nens de menys de 18 anys, en un 59,5% hi vivien parelles casades, en un 9% dones solteres, i en un 28,1% no eren unitats familiars. En el 23,7% dels habitatges hi vivien persones soles el 12,7% de les quals corresponia a persones de 65 anys o més que vivien soles. El nombre mitjà de persones vivint en cada habitatge era de 2,62 i el nombre mitjà de persones que vivien en cada família era de 3,11.
Per edats la població es repartia de la següent manera: un 30,4% tenia menys de 18 anys, un 6,5% entre 18 i 24, un 33,7% entre 25 i 44, un 18,4% de 45 a 60 i un 10,9% 65 anys o més.
L'edat mediana era de 34 anys. Per cada 100 dones de 18 o més anys hi havia 93,1 homes.
La renda mediana per habitatge era de 48.352 $ i la renda mediana per família de 55.677 $. Els homes tenien una renda mediana de 36.702 $ mentre que les dones 25.601 $. La renda per capita de la població era de 19.527 $. Entorn del 3,2% de les famílies i el 4,6% de la població estaven per davall del llindar de pobresa.

## Poblacions més properes
El següent diagrama mostra les poblacions més properes.